# Crest-Voland
Crest-Voland é uma comuna francesa na região administrativa de Auvérnia-Ródano-Alpes, no departamento de Saboia. Estende-se por uma área de 9,96 km². Em 2010 a comuna tinha 351 habitantes (densidade: 35,2 hab./km²).